# Ван Гог-Каульбах, Анна
Анна Мария ван Гог-Каульбах (нидерл. Anna Maria van Gogh-Kaulbach; 31 декабря 1869, Велзен — 29 января 1960, Хаарлем) — видная нидерландская писательница, переводчик и драматург. Выступала также под псевдонимом Вильгельмина Рейнбах (нидерл. Wilhelmina Reynbach). Бабушка Пейкель Шрёдер.

## Биография
Родилась в семье врача. Её мать происходила из гугенотов, эмигрировавших в Нидерланды. Другом её родителей был Фердинанд Домела Ньивенхёйс. В 1892 году она опубликовала свой первый рассказ в журнале Elsevier's Geïllustreerd Maandschrift. В том же году она познакомилась со своим будущим мужем Виллемом Якобом Ван Гогом, двоюродным братом Винсента Ван Гога. В 1894 году пара вступила в Социал-демократическую рабочую партию. В том же году она опубликовала свой первый роман «Альберт Оверберг» под псевдонимом Вильгельмина Рейнбах; в следующем году она опубликовала второй роман «Отто ван Лансвельдт» под тем же названием. В 1919 году присоединилась к Союзу революционных социалистических интеллектуалов. Вплоть до начала 1930-х годов разделяла социал-демократические взгляды, но затем её симпатии сместились в сторону Коммунистической партии Нидерландов. И хотя о её непосредственном партийном членстве ничего не известно, она придерживалась этих симпатий до конца жизни. В 1937 году написала предисловие к антологии «Мультатули», выпущенной издательством КПН «Пегас». Во время немецкой оккупации она предоставила убежище нескольким людям, включая Леендерта и Брехта ван ден Мёйзенберга. После 1945 года участвовала в распространении и популяризации различных призывов, в том числе от имени КПН, Комитета по празднованию Международного женского дня, и в поддержку мира. Ван Гог-Каульбах была членом Нидерландского совета мира и почётным председателем Нидерландского женского движения.
Помимо романов и рассказов, она также публиковала пьесы, детские рассказы и путевые заметки. 
Автор более 40 переводов, в том числе произведений таких авторов, как Оноре де Бальзака, Чарльза Диккенса, Фёдора Достоевского и Ниль Дофф. 

## Книги
- Страна солнца. Москва: Художественная литература, 1961 (Переводчик Ганс Бауман).